# Sant Víctor de Saurí
Sant Víctor de Saurí és l'església parroquial del poble de Saurí, en el terme municipal de Sort, a la comarca del Pallars Sobirà. Pertanyia a l'antic municipi de Llessui. Està situada a l'extrem nord del poble de Saurí. D'una sola nau, i tota feta de pedra, té el típic campanar pirinenc de planta vuitavada i coberta piramidal. És una obra protegida com a Bé Cultural d'Interès Local.

## Descripció
Església d'una nau amb capçalera rectangular a orient i una porta als peus de la nau que s'obre en un petit atri afegit posteriorment a la construcció de l'església. També s'hi ha afegit algunes capelles laterals i d'altres dependències. Al costat de migdia s'aixeca la torre-campanar, de secció quadrada a la base, que es transforma en octogonal a partir del nivell de la coberta feta amb llicorella. L'aparell utilitzat en aquesta construcció és la pedra pissarrosa sense desbastar.
Es tracta d'un edifici que ha sofert restauracions amb el pas del temps i que per tant, conserva pocs vestigis de l'edifici alt-medieval, visibles a les façanes oest i nord; i especialment en el mur sud, on es conserven dues cantonades assenyalades en el parament que semblarien correspondre a un transsepte. Si aquesta hipòtesi fos confirmada parlaríem d'una església d'una sola nau amb transsepte. En el mur de llevant s'observa una gran arcada, paredada que, podria correspondre a l'obertura absidal. Com la resta d'esglésies de la vall, l'aparell dels murs es format per carreus allargats disposats ordenadament. L'aparença actual es la d'un edifici barroc, d'estil popular remodelat íntegrament entre els segles XVII-XVIII, amb modificacions posteriors. D'una sola nau i coberta de doble vessant, d'enllosat de pissarra a l'exterior i fusta a l'interior. A sota, voltes decoratives amb llunetes. Hi destaca al costat dret de l'edifici, el campanar de torre vuitavat i coberta piramidal amb quatre obertures d'arc de mig punt, característic d'aquest tipus d'arquitectura pirinenca. La coberta de l'edifici com en molts altres edificis pirinencs de les mateixes característiques es de fusta i això suposa un tret singular a Catalunya, on l'ús de la volta de canó és molt antic. Aquesta solució arquitectònica respon de ben segur a l'adequació de l'edifici a les inclemències meteorològiques. La capçalera és rectangular i té dues sagristies a cada banda a les quals s'accedeix des del presbiteri a través de portes de fusta. Té tres capelles laterals, una al costat esquerre i dues al costat dret, una de les quals es de menors dimensions. El cor està situat als peus de l'edifici, en una tribuna de fusta a la primera planta. A la dreta de l'entrada de l'església, trobem l'accés al cor de la primera planta i al campanar. Darrere d'aquest accés, una petita habitació amb una pica baptismal de pedra i una petita finestra i entre aquesta habitació i l'accés a la part superior trobem un dipòsit d'oli amb tapa i una senzilla pica beneitera de pedra sense cap tipus d'ornamentació.
A la part esquerra de l'edifici abans de trobar la capella lateral, trobem un púlpit al qual s'hi accedeix per unes escales. La il·luminació natural prové de l'ull de bou situat a la façana principal, sobra la porta d'accés. La resta de petites obertures les trobem, una a la capella lateral del costat dret i l'altra en l'accés al cor al primer pis. La porta d'accés al temple es d'arc de mig punt i està situada a la façana de ponent dins d'un atri afegit posteriorment i il·luminat a través d'una finestra.
Destaquen diverses pintures al fresc (2015). Hi ha una intervenció pictòrica de l'artista Santi Moix basant-se en quatre pilars: La natura com a element de la cosmogonia religiosa, els colors, la gent de la vall i l'espai de recolliment, meditació i pregària.
Es tracta d'un treball ple de color i energia que traspua espiritualitat amb l'objectiu que els feligresos i visitants se sentin a gust, es trobin amb la fe i amb ells mateixos, amb el seu món interior. Una decoració plena de naturalesa i flors que fa referència a l'entorn i que en paraules de Moix esdevé una "covo de colors" i "com una església que és un jardí". Tot i que no es tracta d'un treball figuratiu, sinó de ia representació de la naturalesa i la llum, trobem referències religioses com els símbols dels quatre evangelistes, els peus de Crist i l'escena de la fugida d'Egipte ai presbiteri. A més de la presència de textos evocadors de poetes com Kavafis, J.V. Foix o Vicent Andrés Estellés.

## Història

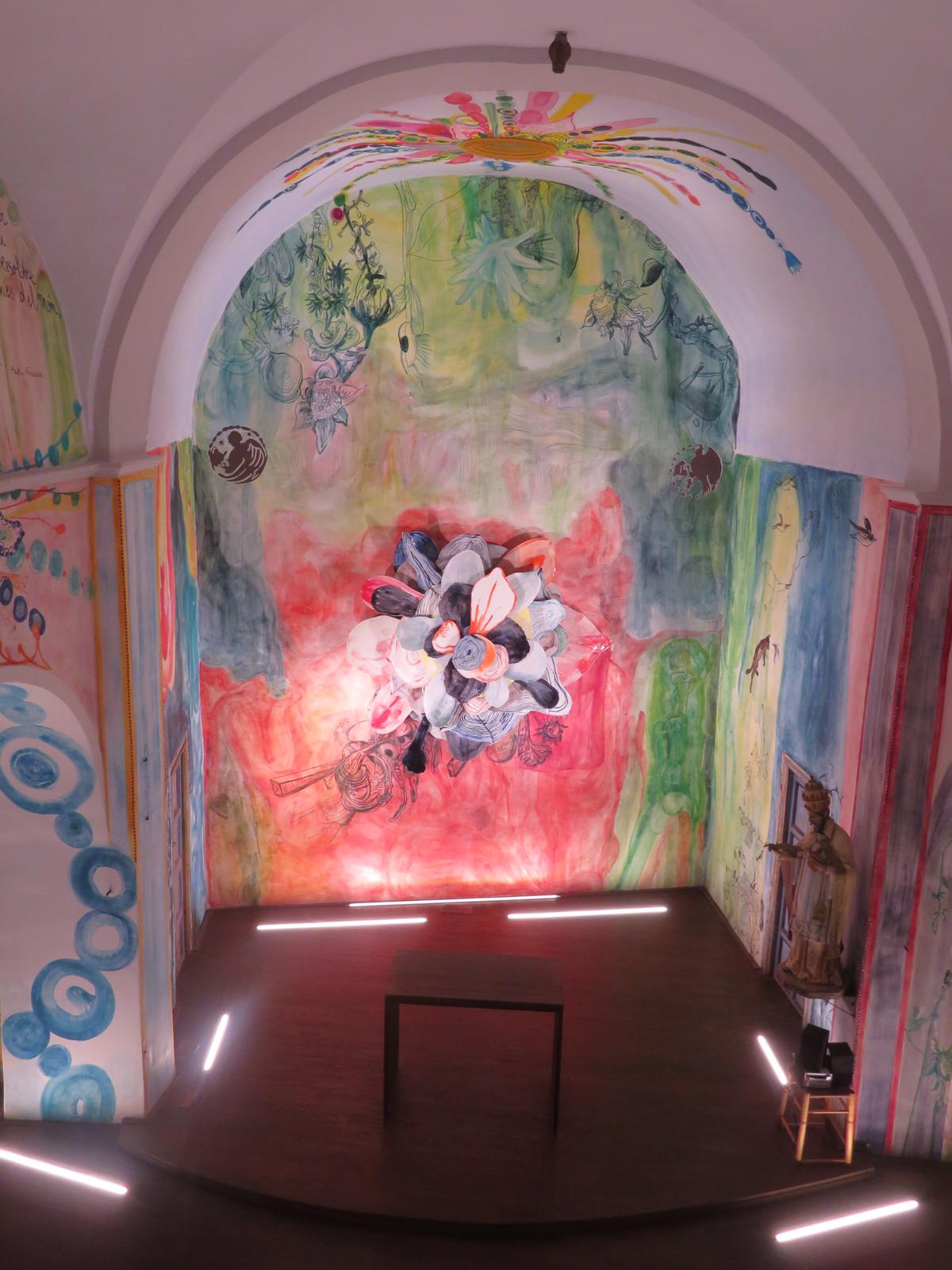
Interior de l'església amb les pintures de Santi Moix

La primera notícia que es coneix és de l'any 852 quan sembla pertanyia al monestir de Sant Genis de Bellera (municipi de Senterada, Pallars Jussà). En el document figura que el convers Sompró i Beresenda donaren al monestir unes terres situades al pagus de Bellera, a la vall de Sant Vicenç, que Ramon d'Abadal identificà amb Seurí. En aquest mateix supòsit s'inclouen els dos documents datats de l'any 898 corresponents a les compres fetes pel prevere Lodegari, que Ramon d'Abadal suposa que era el regent de l'església de Seurí de terres situades al lloc de Palau. És diferent el document de l'any 899 en què el prevere Penell comprà unes terres situades a la serra de Terregos al terme de Savarisi. Cap a l'any 970 es data la donació que el comte Ramon III de Pallars, amb els seus germans Borrell, Sunyer i Sunifred feren a favor de "domum Sancti Vicenti et Sancti Stephani, qui sunt fundati in villa Savariense", de l'alou que tenien dels seus avantpassats Isarn i Llop a la vila d'Enviny.
L'any 979, Singeric donava "ad domum Sancti Vicenti et ad domum Sancti Stephani martiris Christi, qui sunt fundati in villa Savariense", una vinya al grau Etab i unes terres a Pujalto i a la vila de Letone.
Altra vegada, l'any 981 trobem el prevere Atila que comprà terres i béns a la vila de Seurí. Unes terres situades prop de l'església de Sant Esteve i que afronten amb la terra de Sant Vicenç.
A partir d'aquests documents es planteja l'interrogant de si hi havia edificades dues esglésies diferents dedicades, una a Sant Vicenç i l'altre, a Sant Esteve o es tractava d'una sola església amb doble advocació als dos sants. SÍ es pren per bona la primera hipòtesi es pot establir una segona hipòtesi que identifica l'església de Saní Esteve amb la de Sant Esteve de Meneurí. La hipòtesi de l'existència de dues esglésies seria refermada amb el document fals I de Bellera (i la seva còpia FB-IV) que Puig i Ferreter creu que foren redactats al final dels segle xi, inicis del XII. Aquest document datat de l'any 986 recull la donació que el comte Sunyer de Pallars i el seu fill Ramon feren del monestir de Sant Genis de Bellera i dels seus béns a l'Església d'Urgell, entre aquest béns hi constaven les esglésies de Sant Vicenç i Sant Esteve de Seurí. Aquest document ens reafirma a més, la pertinença de les esglésies deSeurí al monestir de Sant Genis de Bellera i més tard i com a possessió d'aquest, al monestir de Santa Maria de Lavaix (municipi de Pont de Suert, Alta Ribagorça).
La darrera notícia que es coneix de les dues esglésies data del 1043 i fa referència a la seva vinculació al monestir de Bellera. En aquesta data el comte del Pallars Jussà, Ramon III retornà al monestir de Bellera les esglésies de Sant Vicenç i Sant Esteve de Seurí, fundades pel seu pare, el comte Sunyer i usurpades injustament per ell i donades al monestir de Lavaix. Al segle xiv trobem ja el canvi d'advocació per Sant Víctor; i al segle xvi l'edifici pertanyia a l'oficialat de Sort. Actualment depèn de la parròquia de Rialb.
A inicis del segle xx, entre els anys 1910 i 1915 el Bisbat d'Urgell es ven el retaule de l'església. Aquest fet suposà l'enderrocament de bona part del mur de la façana posterior per poder extreure amb èxit el retaule que, degut a les seves grans dimensions no podia extreu-re's per la porta de l'edifici. Aquesta actuació en l'edifici s'observa encara avui. El destí del retaule és encara avui desconegut.
A finals de la dècada del 2010 es va convertir en un indret de pelegrinatge artístic, després que el muralista Santi Moix i Sala pintés les seves parets interiors.